# Плоске (озеро, Кіясовський район)
Пло́ске рос. Плоское — заплавне озеро в лівій заплаві річки Кирикмас. Знаходиться на території Кіясовського району Удмуртії, Росія.
Озеро має видовжену форму із заходу на схід. Розташоване серед тайги. Береги заболочені. Із озера витікає струмок, який впадає до Кирикмасу.